# Московська тема
Моско́вська те́ма — тема в шаховій композиції. Суть теми — чорні захищаються від загрози оголошення мату з подвоєним шахом, перекриваючи одну тематичну лінію і прямо атакують другу лінію або поле.

## Історія
Ця ідея вперше зустрічається в 1926 році в задачах італійських шахових композиторів, але в 30-х роках XX століття потужно розроблялася проблемістами Радянського Союзу.
Білі вступним ходом створюють загрозу мату з подвоєним шахом. Чорні парирують цю загрозу шляхом перекриття однієї лінії й атаки на другу лінію або поле.
Ідея розроблялася, всебічно досліджувалася в творах московських шахових композиторів — звідси і дістала назву московська тема.
|   | a | b | c | d | e | f | g | h |   |
| 8 | b8 чорний ферзь · e8 білий слон · f7 білий кінь · g7 білий пішак · h7 білий король · c6 чорний кінь · d6 чорна тура · h6 чорний пішак · c5 біла тура · f5 білий кінь · h5 чорний король · e4 білий пішак · a3 чорна тура · b3 чорний слон · h3 білий пішак · b2 білий слон · e2 біла тура · d1 білий ферзь | b8 чорний ферзь · e8 білий слон · f7 білий кінь · g7 білий пішак · h7 білий король · c6 чорний кінь · d6 чорна тура · h6 чорний пішак · c5 біла тура · f5 білий кінь · h5 чорний король · e4 білий пішак · a3 чорна тура · b3 чорний слон · h3 білий пішак · b2 білий слон · e2 біла тура · d1 білий ферзь | b8 чорний ферзь · e8 білий слон · f7 білий кінь · g7 білий пішак · h7 білий король · c6 чорний кінь · d6 чорна тура · h6 чорний пішак · c5 біла тура · f5 білий кінь · h5 чорний король · e4 білий пішак · a3 чорна тура · b3 чорний слон · h3 білий пішак · b2 білий слон · e2 біла тура · d1 білий ферзь | b8 чорний ферзь · e8 білий слон · f7 білий кінь · g7 білий пішак · h7 білий король · c6 чорний кінь · d6 чорна тура · h6 чорний пішак · c5 біла тура · f5 білий кінь · h5 чорний король · e4 білий пішак · a3 чорна тура · b3 чорний слон · h3 білий пішак · b2 білий слон · e2 біла тура · d1 білий ферзь | b8 чорний ферзь · e8 білий слон · f7 білий кінь · g7 білий пішак · h7 білий король · c6 чорний кінь · d6 чорна тура · h6 чорний пішак · c5 біла тура · f5 білий кінь · h5 чорний король · e4 білий пішак · a3 чорна тура · b3 чорний слон · h3 білий пішак · b2 білий слон · e2 біла тура · d1 білий ферзь | b8 чорний ферзь · e8 білий слон · f7 білий кінь · g7 білий пішак · h7 білий король · c6 чорний кінь · d6 чорна тура · h6 чорний пішак · c5 біла тура · f5 білий кінь · h5 чорний король · e4 білий пішак · a3 чорна тура · b3 чорний слон · h3 білий пішак · b2 білий слон · e2 біла тура · d1 білий ферзь | b8 чорний ферзь · e8 білий слон · f7 білий кінь · g7 білий пішак · h7 білий король · c6 чорний кінь · d6 чорна тура · h6 чорний пішак · c5 біла тура · f5 білий кінь · h5 чорний король · e4 білий пішак · a3 чорна тура · b3 чорний слон · h3 білий пішак · b2 білий слон · e2 біла тура · d1 білий ферзь | b8 чорний ферзь · e8 білий слон · f7 білий кінь · g7 білий пішак · h7 білий король · c6 чорний кінь · d6 чорна тура · h6 чорний пішак · c5 біла тура · f5 білий кінь · h5 чорний король · e4 білий пішак · a3 чорна тура · b3 чорний слон · h3 білий пішак · b2 білий слон · e2 біла тура · d1 білий ферзь | 8 |
| 7 | b8 чорний ферзь · e8 білий слон · f7 білий кінь · g7 білий пішак · h7 білий король · c6 чорний кінь · d6 чорна тура · h6 чорний пішак · c5 біла тура · f5 білий кінь · h5 чорний король · e4 білий пішак · a3 чорна тура · b3 чорний слон · h3 білий пішак · b2 білий слон · e2 біла тура · d1 білий ферзь | b8 чорний ферзь · e8 білий слон · f7 білий кінь · g7 білий пішак · h7 білий король · c6 чорний кінь · d6 чорна тура · h6 чорний пішак · c5 біла тура · f5 білий кінь · h5 чорний король · e4 білий пішак · a3 чорна тура · b3 чорний слон · h3 білий пішак · b2 білий слон · e2 біла тура · d1 білий ферзь | b8 чорний ферзь · e8 білий слон · f7 білий кінь · g7 білий пішак · h7 білий король · c6 чорний кінь · d6 чорна тура · h6 чорний пішак · c5 біла тура · f5 білий кінь · h5 чорний король · e4 білий пішак · a3 чорна тура · b3 чорний слон · h3 білий пішак · b2 білий слон · e2 біла тура · d1 білий ферзь | b8 чорний ферзь · e8 білий слон · f7 білий кінь · g7 білий пішак · h7 білий король · c6 чорний кінь · d6 чорна тура · h6 чорний пішак · c5 біла тура · f5 білий кінь · h5 чорний король · e4 білий пішак · a3 чорна тура · b3 чорний слон · h3 білий пішак · b2 білий слон · e2 біла тура · d1 білий ферзь | b8 чорний ферзь · e8 білий слон · f7 білий кінь · g7 білий пішак · h7 білий король · c6 чорний кінь · d6 чорна тура · h6 чорний пішак · c5 біла тура · f5 білий кінь · h5 чорний король · e4 білий пішак · a3 чорна тура · b3 чорний слон · h3 білий пішак · b2 білий слон · e2 біла тура · d1 білий ферзь | b8 чорний ферзь · e8 білий слон · f7 білий кінь · g7 білий пішак · h7 білий король · c6 чорний кінь · d6 чорна тура · h6 чорний пішак · c5 біла тура · f5 білий кінь · h5 чорний король · e4 білий пішак · a3 чорна тура · b3 чорний слон · h3 білий пішак · b2 білий слон · e2 біла тура · d1 білий ферзь | b8 чорний ферзь · e8 білий слон · f7 білий кінь · g7 білий пішак · h7 білий король · c6 чорний кінь · d6 чорна тура · h6 чорний пішак · c5 біла тура · f5 білий кінь · h5 чорний король · e4 білий пішак · a3 чорна тура · b3 чорний слон · h3 білий пішак · b2 білий слон · e2 біла тура · d1 білий ферзь | b8 чорний ферзь · e8 білий слон · f7 білий кінь · g7 білий пішак · h7 білий король · c6 чорний кінь · d6 чорна тура · h6 чорний пішак · c5 біла тура · f5 білий кінь · h5 чорний король · e4 білий пішак · a3 чорна тура · b3 чорний слон · h3 білий пішак · b2 білий слон · e2 біла тура · d1 білий ферзь | 7 |
| 6 | b8 чорний ферзь · e8 білий слон · f7 білий кінь · g7 білий пішак · h7 білий король · c6 чорний кінь · d6 чорна тура · h6 чорний пішак · c5 біла тура · f5 білий кінь · h5 чорний король · e4 білий пішак · a3 чорна тура · b3 чорний слон · h3 білий пішак · b2 білий слон · e2 біла тура · d1 білий ферзь | b8 чорний ферзь · e8 білий слон · f7 білий кінь · g7 білий пішак · h7 білий король · c6 чорний кінь · d6 чорна тура · h6 чорний пішак · c5 біла тура · f5 білий кінь · h5 чорний король · e4 білий пішак · a3 чорна тура · b3 чорний слон · h3 білий пішак · b2 білий слон · e2 біла тура · d1 білий ферзь | b8 чорний ферзь · e8 білий слон · f7 білий кінь · g7 білий пішак · h7 білий король · c6 чорний кінь · d6 чорна тура · h6 чорний пішак · c5 біла тура · f5 білий кінь · h5 чорний король · e4 білий пішак · a3 чорна тура · b3 чорний слон · h3 білий пішак · b2 білий слон · e2 біла тура · d1 білий ферзь | b8 чорний ферзь · e8 білий слон · f7 білий кінь · g7 білий пішак · h7 білий король · c6 чорний кінь · d6 чорна тура · h6 чорний пішак · c5 біла тура · f5 білий кінь · h5 чорний король · e4 білий пішак · a3 чорна тура · b3 чорний слон · h3 білий пішак · b2 білий слон · e2 біла тура · d1 білий ферзь | b8 чорний ферзь · e8 білий слон · f7 білий кінь · g7 білий пішак · h7 білий король · c6 чорний кінь · d6 чорна тура · h6 чорний пішак · c5 біла тура · f5 білий кінь · h5 чорний король · e4 білий пішак · a3 чорна тура · b3 чорний слон · h3 білий пішак · b2 білий слон · e2 біла тура · d1 білий ферзь | b8 чорний ферзь · e8 білий слон · f7 білий кінь · g7 білий пішак · h7 білий король · c6 чорний кінь · d6 чорна тура · h6 чорний пішак · c5 біла тура · f5 білий кінь · h5 чорний король · e4 білий пішак · a3 чорна тура · b3 чорний слон · h3 білий пішак · b2 білий слон · e2 біла тура · d1 білий ферзь | b8 чорний ферзь · e8 білий слон · f7 білий кінь · g7 білий пішак · h7 білий король · c6 чорний кінь · d6 чорна тура · h6 чорний пішак · c5 біла тура · f5 білий кінь · h5 чорний король · e4 білий пішак · a3 чорна тура · b3 чорний слон · h3 білий пішак · b2 білий слон · e2 біла тура · d1 білий ферзь | b8 чорний ферзь · e8 білий слон · f7 білий кінь · g7 білий пішак · h7 білий король · c6 чорний кінь · d6 чорна тура · h6 чорний пішак · c5 біла тура · f5 білий кінь · h5 чорний король · e4 білий пішак · a3 чорна тура · b3 чорний слон · h3 білий пішак · b2 білий слон · e2 біла тура · d1 білий ферзь | 6 |
| 5 | b8 чорний ферзь · e8 білий слон · f7 білий кінь · g7 білий пішак · h7 білий король · c6 чорний кінь · d6 чорна тура · h6 чорний пішак · c5 біла тура · f5 білий кінь · h5 чорний король · e4 білий пішак · a3 чорна тура · b3 чорний слон · h3 білий пішак · b2 білий слон · e2 біла тура · d1 білий ферзь | b8 чорний ферзь · e8 білий слон · f7 білий кінь · g7 білий пішак · h7 білий король · c6 чорний кінь · d6 чорна тура · h6 чорний пішак · c5 біла тура · f5 білий кінь · h5 чорний король · e4 білий пішак · a3 чорна тура · b3 чорний слон · h3 білий пішак · b2 білий слон · e2 біла тура · d1 білий ферзь | b8 чорний ферзь · e8 білий слон · f7 білий кінь · g7 білий пішак · h7 білий король · c6 чорний кінь · d6 чорна тура · h6 чорний пішак · c5 біла тура · f5 білий кінь · h5 чорний король · e4 білий пішак · a3 чорна тура · b3 чорний слон · h3 білий пішак · b2 білий слон · e2 біла тура · d1 білий ферзь | b8 чорний ферзь · e8 білий слон · f7 білий кінь · g7 білий пішак · h7 білий король · c6 чорний кінь · d6 чорна тура · h6 чорний пішак · c5 біла тура · f5 білий кінь · h5 чорний король · e4 білий пішак · a3 чорна тура · b3 чорний слон · h3 білий пішак · b2 білий слон · e2 біла тура · d1 білий ферзь | b8 чорний ферзь · e8 білий слон · f7 білий кінь · g7 білий пішак · h7 білий король · c6 чорний кінь · d6 чорна тура · h6 чорний пішак · c5 біла тура · f5 білий кінь · h5 чорний король · e4 білий пішак · a3 чорна тура · b3 чорний слон · h3 білий пішак · b2 білий слон · e2 біла тура · d1 білий ферзь | b8 чорний ферзь · e8 білий слон · f7 білий кінь · g7 білий пішак · h7 білий король · c6 чорний кінь · d6 чорна тура · h6 чорний пішак · c5 біла тура · f5 білий кінь · h5 чорний король · e4 білий пішак · a3 чорна тура · b3 чорний слон · h3 білий пішак · b2 білий слон · e2 біла тура · d1 білий ферзь | b8 чорний ферзь · e8 білий слон · f7 білий кінь · g7 білий пішак · h7 білий король · c6 чорний кінь · d6 чорна тура · h6 чорний пішак · c5 біла тура · f5 білий кінь · h5 чорний король · e4 білий пішак · a3 чорна тура · b3 чорний слон · h3 білий пішак · b2 білий слон · e2 біла тура · d1 білий ферзь | b8 чорний ферзь · e8 білий слон · f7 білий кінь · g7 білий пішак · h7 білий король · c6 чорний кінь · d6 чорна тура · h6 чорний пішак · c5 біла тура · f5 білий кінь · h5 чорний король · e4 білий пішак · a3 чорна тура · b3 чорний слон · h3 білий пішак · b2 білий слон · e2 біла тура · d1 білий ферзь | 5 |
| 4 | b8 чорний ферзь · e8 білий слон · f7 білий кінь · g7 білий пішак · h7 білий король · c6 чорний кінь · d6 чорна тура · h6 чорний пішак · c5 біла тура · f5 білий кінь · h5 чорний король · e4 білий пішак · a3 чорна тура · b3 чорний слон · h3 білий пішак · b2 білий слон · e2 біла тура · d1 білий ферзь | b8 чорний ферзь · e8 білий слон · f7 білий кінь · g7 білий пішак · h7 білий король · c6 чорний кінь · d6 чорна тура · h6 чорний пішак · c5 біла тура · f5 білий кінь · h5 чорний король · e4 білий пішак · a3 чорна тура · b3 чорний слон · h3 білий пішак · b2 білий слон · e2 біла тура · d1 білий ферзь | b8 чорний ферзь · e8 білий слон · f7 білий кінь · g7 білий пішак · h7 білий король · c6 чорний кінь · d6 чорна тура · h6 чорний пішак · c5 біла тура · f5 білий кінь · h5 чорний король · e4 білий пішак · a3 чорна тура · b3 чорний слон · h3 білий пішак · b2 білий слон · e2 біла тура · d1 білий ферзь | b8 чорний ферзь · e8 білий слон · f7 білий кінь · g7 білий пішак · h7 білий король · c6 чорний кінь · d6 чорна тура · h6 чорний пішак · c5 біла тура · f5 білий кінь · h5 чорний король · e4 білий пішак · a3 чорна тура · b3 чорний слон · h3 білий пішак · b2 білий слон · e2 біла тура · d1 білий ферзь | b8 чорний ферзь · e8 білий слон · f7 білий кінь · g7 білий пішак · h7 білий король · c6 чорний кінь · d6 чорна тура · h6 чорний пішак · c5 біла тура · f5 білий кінь · h5 чорний король · e4 білий пішак · a3 чорна тура · b3 чорний слон · h3 білий пішак · b2 білий слон · e2 біла тура · d1 білий ферзь | b8 чорний ферзь · e8 білий слон · f7 білий кінь · g7 білий пішак · h7 білий король · c6 чорний кінь · d6 чорна тура · h6 чорний пішак · c5 біла тура · f5 білий кінь · h5 чорний король · e4 білий пішак · a3 чорна тура · b3 чорний слон · h3 білий пішак · b2 білий слон · e2 біла тура · d1 білий ферзь | b8 чорний ферзь · e8 білий слон · f7 білий кінь · g7 білий пішак · h7 білий король · c6 чорний кінь · d6 чорна тура · h6 чорний пішак · c5 біла тура · f5 білий кінь · h5 чорний король · e4 білий пішак · a3 чорна тура · b3 чорний слон · h3 білий пішак · b2 білий слон · e2 біла тура · d1 білий ферзь | b8 чорний ферзь · e8 білий слон · f7 білий кінь · g7 білий пішак · h7 білий король · c6 чорний кінь · d6 чорна тура · h6 чорний пішак · c5 біла тура · f5 білий кінь · h5 чорний король · e4 білий пішак · a3 чорна тура · b3 чорний слон · h3 білий пішак · b2 білий слон · e2 біла тура · d1 білий ферзь | 4 |
| 3 | b8 чорний ферзь · e8 білий слон · f7 білий кінь · g7 білий пішак · h7 білий король · c6 чорний кінь · d6 чорна тура · h6 чорний пішак · c5 біла тура · f5 білий кінь · h5 чорний король · e4 білий пішак · a3 чорна тура · b3 чорний слон · h3 білий пішак · b2 білий слон · e2 біла тура · d1 білий ферзь | b8 чорний ферзь · e8 білий слон · f7 білий кінь · g7 білий пішак · h7 білий король · c6 чорний кінь · d6 чорна тура · h6 чорний пішак · c5 біла тура · f5 білий кінь · h5 чорний король · e4 білий пішак · a3 чорна тура · b3 чорний слон · h3 білий пішак · b2 білий слон · e2 біла тура · d1 білий ферзь | b8 чорний ферзь · e8 білий слон · f7 білий кінь · g7 білий пішак · h7 білий король · c6 чорний кінь · d6 чорна тура · h6 чорний пішак · c5 біла тура · f5 білий кінь · h5 чорний король · e4 білий пішак · a3 чорна тура · b3 чорний слон · h3 білий пішак · b2 білий слон · e2 біла тура · d1 білий ферзь | b8 чорний ферзь · e8 білий слон · f7 білий кінь · g7 білий пішак · h7 білий король · c6 чорний кінь · d6 чорна тура · h6 чорний пішак · c5 біла тура · f5 білий кінь · h5 чорний король · e4 білий пішак · a3 чорна тура · b3 чорний слон · h3 білий пішак · b2 білий слон · e2 біла тура · d1 білий ферзь | b8 чорний ферзь · e8 білий слон · f7 білий кінь · g7 білий пішак · h7 білий король · c6 чорний кінь · d6 чорна тура · h6 чорний пішак · c5 біла тура · f5 білий кінь · h5 чорний король · e4 білий пішак · a3 чорна тура · b3 чорний слон · h3 білий пішак · b2 білий слон · e2 біла тура · d1 білий ферзь | b8 чорний ферзь · e8 білий слон · f7 білий кінь · g7 білий пішак · h7 білий король · c6 чорний кінь · d6 чорна тура · h6 чорний пішак · c5 біла тура · f5 білий кінь · h5 чорний король · e4 білий пішак · a3 чорна тура · b3 чорний слон · h3 білий пішак · b2 білий слон · e2 біла тура · d1 білий ферзь | b8 чорний ферзь · e8 білий слон · f7 білий кінь · g7 білий пішак · h7 білий король · c6 чорний кінь · d6 чорна тура · h6 чорний пішак · c5 біла тура · f5 білий кінь · h5 чорний король · e4 білий пішак · a3 чорна тура · b3 чорний слон · h3 білий пішак · b2 білий слон · e2 біла тура · d1 білий ферзь | b8 чорний ферзь · e8 білий слон · f7 білий кінь · g7 білий пішак · h7 білий король · c6 чорний кінь · d6 чорна тура · h6 чорний пішак · c5 біла тура · f5 білий кінь · h5 чорний король · e4 білий пішак · a3 чорна тура · b3 чорний слон · h3 білий пішак · b2 білий слон · e2 біла тура · d1 білий ферзь | 3 |
| 2 | b8 чорний ферзь · e8 білий слон · f7 білий кінь · g7 білий пішак · h7 білий король · c6 чорний кінь · d6 чорна тура · h6 чорний пішак · c5 біла тура · f5 білий кінь · h5 чорний король · e4 білий пішак · a3 чорна тура · b3 чорний слон · h3 білий пішак · b2 білий слон · e2 біла тура · d1 білий ферзь | b8 чорний ферзь · e8 білий слон · f7 білий кінь · g7 білий пішак · h7 білий король · c6 чорний кінь · d6 чорна тура · h6 чорний пішак · c5 біла тура · f5 білий кінь · h5 чорний король · e4 білий пішак · a3 чорна тура · b3 чорний слон · h3 білий пішак · b2 білий слон · e2 біла тура · d1 білий ферзь | b8 чорний ферзь · e8 білий слон · f7 білий кінь · g7 білий пішак · h7 білий король · c6 чорний кінь · d6 чорна тура · h6 чорний пішак · c5 біла тура · f5 білий кінь · h5 чорний король · e4 білий пішак · a3 чорна тура · b3 чорний слон · h3 білий пішак · b2 білий слон · e2 біла тура · d1 білий ферзь | b8 чорний ферзь · e8 білий слон · f7 білий кінь · g7 білий пішак · h7 білий король · c6 чорний кінь · d6 чорна тура · h6 чорний пішак · c5 біла тура · f5 білий кінь · h5 чорний король · e4 білий пішак · a3 чорна тура · b3 чорний слон · h3 білий пішак · b2 білий слон · e2 біла тура · d1 білий ферзь | b8 чорний ферзь · e8 білий слон · f7 білий кінь · g7 білий пішак · h7 білий король · c6 чорний кінь · d6 чорна тура · h6 чорний пішак · c5 біла тура · f5 білий кінь · h5 чорний король · e4 білий пішак · a3 чорна тура · b3 чорний слон · h3 білий пішак · b2 білий слон · e2 біла тура · d1 білий ферзь | b8 чорний ферзь · e8 білий слон · f7 білий кінь · g7 білий пішак · h7 білий король · c6 чорний кінь · d6 чорна тура · h6 чорний пішак · c5 біла тура · f5 білий кінь · h5 чорний король · e4 білий пішак · a3 чорна тура · b3 чорний слон · h3 білий пішак · b2 білий слон · e2 біла тура · d1 білий ферзь | b8 чорний ферзь · e8 білий слон · f7 білий кінь · g7 білий пішак · h7 білий король · c6 чорний кінь · d6 чорна тура · h6 чорний пішак · c5 біла тура · f5 білий кінь · h5 чорний король · e4 білий пішак · a3 чорна тура · b3 чорний слон · h3 білий пішак · b2 білий слон · e2 біла тура · d1 білий ферзь | b8 чорний ферзь · e8 білий слон · f7 білий кінь · g7 білий пішак · h7 білий король · c6 чорний кінь · d6 чорна тура · h6 чорний пішак · c5 біла тура · f5 білий кінь · h5 чорний король · e4 білий пішак · a3 чорна тура · b3 чорний слон · h3 білий пішак · b2 білий слон · e2 біла тура · d1 білий ферзь | 2 |
| 1 | b8 чорний ферзь · e8 білий слон · f7 білий кінь · g7 білий пішак · h7 білий король · c6 чорний кінь · d6 чорна тура · h6 чорний пішак · c5 біла тура · f5 білий кінь · h5 чорний король · e4 білий пішак · a3 чорна тура · b3 чорний слон · h3 білий пішак · b2 білий слон · e2 біла тура · d1 білий ферзь | b8 чорний ферзь · e8 білий слон · f7 білий кінь · g7 білий пішак · h7 білий король · c6 чорний кінь · d6 чорна тура · h6 чорний пішак · c5 біла тура · f5 білий кінь · h5 чорний король · e4 білий пішак · a3 чорна тура · b3 чорний слон · h3 білий пішак · b2 білий слон · e2 біла тура · d1 білий ферзь | b8 чорний ферзь · e8 білий слон · f7 білий кінь · g7 білий пішак · h7 білий король · c6 чорний кінь · d6 чорна тура · h6 чорний пішак · c5 біла тура · f5 білий кінь · h5 чорний король · e4 білий пішак · a3 чорна тура · b3 чорний слон · h3 білий пішак · b2 білий слон · e2 біла тура · d1 білий ферзь | b8 чорний ферзь · e8 білий слон · f7 білий кінь · g7 білий пішак · h7 білий король · c6 чорний кінь · d6 чорна тура · h6 чорний пішак · c5 біла тура · f5 білий кінь · h5 чорний король · e4 білий пішак · a3 чорна тура · b3 чорний слон · h3 білий пішак · b2 білий слон · e2 біла тура · d1 білий ферзь | b8 чорний ферзь · e8 білий слон · f7 білий кінь · g7 білий пішак · h7 білий король · c6 чорний кінь · d6 чорна тура · h6 чорний пішак · c5 біла тура · f5 білий кінь · h5 чорний король · e4 білий пішак · a3 чорна тура · b3 чорний слон · h3 білий пішак · b2 білий слон · e2 біла тура · d1 білий ферзь | b8 чорний ферзь · e8 білий слон · f7 білий кінь · g7 білий пішак · h7 білий король · c6 чорний кінь · d6 чорна тура · h6 чорний пішак · c5 біла тура · f5 білий кінь · h5 чорний король · e4 білий пішак · a3 чорна тура · b3 чорний слон · h3 білий пішак · b2 білий слон · e2 біла тура · d1 білий ферзь | b8 чорний ферзь · e8 білий слон · f7 білий кінь · g7 білий пішак · h7 білий король · c6 чорний кінь · d6 чорна тура · h6 чорний пішак · c5 біла тура · f5 білий кінь · h5 чорний король · e4 білий пішак · a3 чорна тура · b3 чорний слон · h3 білий пішак · b2 білий слон · e2 біла тура · d1 білий ферзь | b8 чорний ферзь · e8 білий слон · f7 білий кінь · g7 білий пішак · h7 білий король · c6 чорний кінь · d6 чорна тура · h6 чорний пішак · c5 біла тура · f5 білий кінь · h5 чорний король · e4 білий пішак · a3 чорна тура · b3 чорний слон · h3 білий пішак · b2 білий слон · e2 біла тура · d1 білий ферзь | 1 |
|   | a | b | c | d | e | f | g | h |   |

1. Lf6! ~ 2. Sg3#
1. ... Td5 2. Sd8#
1. ... Ld5 2. Te3#
|   | a | b | c | d | e | f | g | h |   |
| 8 | a8 білий кінь · c8 білий слон · d8 білий кінь · d7 білий пішак · a6 білий король · b6 чорний пішак · d6 чорний король · f6 білий пішак · h6 чорний кінь · a5 білий слон · e5 чорний пішак · g5 біла тура · c4 білий ферзь · e4 чорний слон · f4 чорний кінь · b2 чорна тура · d2 білий пішак · e2 чорна тура · h2 чорний ферзь · a1 чорний слон · d1 біла тура | a8 білий кінь · c8 білий слон · d8 білий кінь · d7 білий пішак · a6 білий король · b6 чорний пішак · d6 чорний король · f6 білий пішак · h6 чорний кінь · a5 білий слон · e5 чорний пішак · g5 біла тура · c4 білий ферзь · e4 чорний слон · f4 чорний кінь · b2 чорна тура · d2 білий пішак · e2 чорна тура · h2 чорний ферзь · a1 чорний слон · d1 біла тура | a8 білий кінь · c8 білий слон · d8 білий кінь · d7 білий пішак · a6 білий король · b6 чорний пішак · d6 чорний король · f6 білий пішак · h6 чорний кінь · a5 білий слон · e5 чорний пішак · g5 біла тура · c4 білий ферзь · e4 чорний слон · f4 чорний кінь · b2 чорна тура · d2 білий пішак · e2 чорна тура · h2 чорний ферзь · a1 чорний слон · d1 біла тура | a8 білий кінь · c8 білий слон · d8 білий кінь · d7 білий пішак · a6 білий король · b6 чорний пішак · d6 чорний король · f6 білий пішак · h6 чорний кінь · a5 білий слон · e5 чорний пішак · g5 біла тура · c4 білий ферзь · e4 чорний слон · f4 чорний кінь · b2 чорна тура · d2 білий пішак · e2 чорна тура · h2 чорний ферзь · a1 чорний слон · d1 біла тура | a8 білий кінь · c8 білий слон · d8 білий кінь · d7 білий пішак · a6 білий король · b6 чорний пішак · d6 чорний король · f6 білий пішак · h6 чорний кінь · a5 білий слон · e5 чорний пішак · g5 біла тура · c4 білий ферзь · e4 чорний слон · f4 чорний кінь · b2 чорна тура · d2 білий пішак · e2 чорна тура · h2 чорний ферзь · a1 чорний слон · d1 біла тура | a8 білий кінь · c8 білий слон · d8 білий кінь · d7 білий пішак · a6 білий король · b6 чорний пішак · d6 чорний король · f6 білий пішак · h6 чорний кінь · a5 білий слон · e5 чорний пішак · g5 біла тура · c4 білий ферзь · e4 чорний слон · f4 чорний кінь · b2 чорна тура · d2 білий пішак · e2 чорна тура · h2 чорний ферзь · a1 чорний слон · d1 біла тура | a8 білий кінь · c8 білий слон · d8 білий кінь · d7 білий пішак · a6 білий король · b6 чорний пішак · d6 чорний король · f6 білий пішак · h6 чорний кінь · a5 білий слон · e5 чорний пішак · g5 біла тура · c4 білий ферзь · e4 чорний слон · f4 чорний кінь · b2 чорна тура · d2 білий пішак · e2 чорна тура · h2 чорний ферзь · a1 чорний слон · d1 біла тура | a8 білий кінь · c8 білий слон · d8 білий кінь · d7 білий пішак · a6 білий король · b6 чорний пішак · d6 чорний король · f6 білий пішак · h6 чорний кінь · a5 білий слон · e5 чорний пішак · g5 біла тура · c4 білий ферзь · e4 чорний слон · f4 чорний кінь · b2 чорна тура · d2 білий пішак · e2 чорна тура · h2 чорний ферзь · a1 чорний слон · d1 біла тура | 8 |
| 7 | a8 білий кінь · c8 білий слон · d8 білий кінь · d7 білий пішак · a6 білий король · b6 чорний пішак · d6 чорний король · f6 білий пішак · h6 чорний кінь · a5 білий слон · e5 чорний пішак · g5 біла тура · c4 білий ферзь · e4 чорний слон · f4 чорний кінь · b2 чорна тура · d2 білий пішак · e2 чорна тура · h2 чорний ферзь · a1 чорний слон · d1 біла тура | a8 білий кінь · c8 білий слон · d8 білий кінь · d7 білий пішак · a6 білий король · b6 чорний пішак · d6 чорний король · f6 білий пішак · h6 чорний кінь · a5 білий слон · e5 чорний пішак · g5 біла тура · c4 білий ферзь · e4 чорний слон · f4 чорний кінь · b2 чорна тура · d2 білий пішак · e2 чорна тура · h2 чорний ферзь · a1 чорний слон · d1 біла тура | a8 білий кінь · c8 білий слон · d8 білий кінь · d7 білий пішак · a6 білий король · b6 чорний пішак · d6 чорний король · f6 білий пішак · h6 чорний кінь · a5 білий слон · e5 чорний пішак · g5 біла тура · c4 білий ферзь · e4 чорний слон · f4 чорний кінь · b2 чорна тура · d2 білий пішак · e2 чорна тура · h2 чорний ферзь · a1 чорний слон · d1 біла тура | a8 білий кінь · c8 білий слон · d8 білий кінь · d7 білий пішак · a6 білий король · b6 чорний пішак · d6 чорний король · f6 білий пішак · h6 чорний кінь · a5 білий слон · e5 чорний пішак · g5 біла тура · c4 білий ферзь · e4 чорний слон · f4 чорний кінь · b2 чорна тура · d2 білий пішак · e2 чорна тура · h2 чорний ферзь · a1 чорний слон · d1 біла тура | a8 білий кінь · c8 білий слон · d8 білий кінь · d7 білий пішак · a6 білий король · b6 чорний пішак · d6 чорний король · f6 білий пішак · h6 чорний кінь · a5 білий слон · e5 чорний пішак · g5 біла тура · c4 білий ферзь · e4 чорний слон · f4 чорний кінь · b2 чорна тура · d2 білий пішак · e2 чорна тура · h2 чорний ферзь · a1 чорний слон · d1 біла тура | a8 білий кінь · c8 білий слон · d8 білий кінь · d7 білий пішак · a6 білий король · b6 чорний пішак · d6 чорний король · f6 білий пішак · h6 чорний кінь · a5 білий слон · e5 чорний пішак · g5 біла тура · c4 білий ферзь · e4 чорний слон · f4 чорний кінь · b2 чорна тура · d2 білий пішак · e2 чорна тура · h2 чорний ферзь · a1 чорний слон · d1 біла тура | a8 білий кінь · c8 білий слон · d8 білий кінь · d7 білий пішак · a6 білий король · b6 чорний пішак · d6 чорний король · f6 білий пішак · h6 чорний кінь · a5 білий слон · e5 чорний пішак · g5 біла тура · c4 білий ферзь · e4 чорний слон · f4 чорний кінь · b2 чорна тура · d2 білий пішак · e2 чорна тура · h2 чорний ферзь · a1 чорний слон · d1 біла тура | a8 білий кінь · c8 білий слон · d8 білий кінь · d7 білий пішак · a6 білий король · b6 чорний пішак · d6 чорний король · f6 білий пішак · h6 чорний кінь · a5 білий слон · e5 чорний пішак · g5 біла тура · c4 білий ферзь · e4 чорний слон · f4 чорний кінь · b2 чорна тура · d2 білий пішак · e2 чорна тура · h2 чорний ферзь · a1 чорний слон · d1 біла тура | 7 |
| 6 | a8 білий кінь · c8 білий слон · d8 білий кінь · d7 білий пішак · a6 білий король · b6 чорний пішак · d6 чорний король · f6 білий пішак · h6 чорний кінь · a5 білий слон · e5 чорний пішак · g5 біла тура · c4 білий ферзь · e4 чорний слон · f4 чорний кінь · b2 чорна тура · d2 білий пішак · e2 чорна тура · h2 чорний ферзь · a1 чорний слон · d1 біла тура | a8 білий кінь · c8 білий слон · d8 білий кінь · d7 білий пішак · a6 білий король · b6 чорний пішак · d6 чорний король · f6 білий пішак · h6 чорний кінь · a5 білий слон · e5 чорний пішак · g5 біла тура · c4 білий ферзь · e4 чорний слон · f4 чорний кінь · b2 чорна тура · d2 білий пішак · e2 чорна тура · h2 чорний ферзь · a1 чорний слон · d1 біла тура | a8 білий кінь · c8 білий слон · d8 білий кінь · d7 білий пішак · a6 білий король · b6 чорний пішак · d6 чорний король · f6 білий пішак · h6 чорний кінь · a5 білий слон · e5 чорний пішак · g5 біла тура · c4 білий ферзь · e4 чорний слон · f4 чорний кінь · b2 чорна тура · d2 білий пішак · e2 чорна тура · h2 чорний ферзь · a1 чорний слон · d1 біла тура | a8 білий кінь · c8 білий слон · d8 білий кінь · d7 білий пішак · a6 білий король · b6 чорний пішак · d6 чорний король · f6 білий пішак · h6 чорний кінь · a5 білий слон · e5 чорний пішак · g5 біла тура · c4 білий ферзь · e4 чорний слон · f4 чорний кінь · b2 чорна тура · d2 білий пішак · e2 чорна тура · h2 чорний ферзь · a1 чорний слон · d1 біла тура | a8 білий кінь · c8 білий слон · d8 білий кінь · d7 білий пішак · a6 білий король · b6 чорний пішак · d6 чорний король · f6 білий пішак · h6 чорний кінь · a5 білий слон · e5 чорний пішак · g5 біла тура · c4 білий ферзь · e4 чорний слон · f4 чорний кінь · b2 чорна тура · d2 білий пішак · e2 чорна тура · h2 чорний ферзь · a1 чорний слон · d1 біла тура | a8 білий кінь · c8 білий слон · d8 білий кінь · d7 білий пішак · a6 білий король · b6 чорний пішак · d6 чорний король · f6 білий пішак · h6 чорний кінь · a5 білий слон · e5 чорний пішак · g5 біла тура · c4 білий ферзь · e4 чорний слон · f4 чорний кінь · b2 чорна тура · d2 білий пішак · e2 чорна тура · h2 чорний ферзь · a1 чорний слон · d1 біла тура | a8 білий кінь · c8 білий слон · d8 білий кінь · d7 білий пішак · a6 білий король · b6 чорний пішак · d6 чорний король · f6 білий пішак · h6 чорний кінь · a5 білий слон · e5 чорний пішак · g5 біла тура · c4 білий ферзь · e4 чорний слон · f4 чорний кінь · b2 чорна тура · d2 білий пішак · e2 чорна тура · h2 чорний ферзь · a1 чорний слон · d1 біла тура | a8 білий кінь · c8 білий слон · d8 білий кінь · d7 білий пішак · a6 білий король · b6 чорний пішак · d6 чорний король · f6 білий пішак · h6 чорний кінь · a5 білий слон · e5 чорний пішак · g5 біла тура · c4 білий ферзь · e4 чорний слон · f4 чорний кінь · b2 чорна тура · d2 білий пішак · e2 чорна тура · h2 чорний ферзь · a1 чорний слон · d1 біла тура | 6 |
| 5 | a8 білий кінь · c8 білий слон · d8 білий кінь · d7 білий пішак · a6 білий король · b6 чорний пішак · d6 чорний король · f6 білий пішак · h6 чорний кінь · a5 білий слон · e5 чорний пішак · g5 біла тура · c4 білий ферзь · e4 чорний слон · f4 чорний кінь · b2 чорна тура · d2 білий пішак · e2 чорна тура · h2 чорний ферзь · a1 чорний слон · d1 біла тура | a8 білий кінь · c8 білий слон · d8 білий кінь · d7 білий пішак · a6 білий король · b6 чорний пішак · d6 чорний король · f6 білий пішак · h6 чорний кінь · a5 білий слон · e5 чорний пішак · g5 біла тура · c4 білий ферзь · e4 чорний слон · f4 чорний кінь · b2 чорна тура · d2 білий пішак · e2 чорна тура · h2 чорний ферзь · a1 чорний слон · d1 біла тура | a8 білий кінь · c8 білий слон · d8 білий кінь · d7 білий пішак · a6 білий король · b6 чорний пішак · d6 чорний король · f6 білий пішак · h6 чорний кінь · a5 білий слон · e5 чорний пішак · g5 біла тура · c4 білий ферзь · e4 чорний слон · f4 чорний кінь · b2 чорна тура · d2 білий пішак · e2 чорна тура · h2 чорний ферзь · a1 чорний слон · d1 біла тура | a8 білий кінь · c8 білий слон · d8 білий кінь · d7 білий пішак · a6 білий король · b6 чорний пішак · d6 чорний король · f6 білий пішак · h6 чорний кінь · a5 білий слон · e5 чорний пішак · g5 біла тура · c4 білий ферзь · e4 чорний слон · f4 чорний кінь · b2 чорна тура · d2 білий пішак · e2 чорна тура · h2 чорний ферзь · a1 чорний слон · d1 біла тура | a8 білий кінь · c8 білий слон · d8 білий кінь · d7 білий пішак · a6 білий король · b6 чорний пішак · d6 чорний король · f6 білий пішак · h6 чорний кінь · a5 білий слон · e5 чорний пішак · g5 біла тура · c4 білий ферзь · e4 чорний слон · f4 чорний кінь · b2 чорна тура · d2 білий пішак · e2 чорна тура · h2 чорний ферзь · a1 чорний слон · d1 біла тура | a8 білий кінь · c8 білий слон · d8 білий кінь · d7 білий пішак · a6 білий король · b6 чорний пішак · d6 чорний король · f6 білий пішак · h6 чорний кінь · a5 білий слон · e5 чорний пішак · g5 біла тура · c4 білий ферзь · e4 чорний слон · f4 чорний кінь · b2 чорна тура · d2 білий пішак · e2 чорна тура · h2 чорний ферзь · a1 чорний слон · d1 біла тура | a8 білий кінь · c8 білий слон · d8 білий кінь · d7 білий пішак · a6 білий король · b6 чорний пішак · d6 чорний король · f6 білий пішак · h6 чорний кінь · a5 білий слон · e5 чорний пішак · g5 біла тура · c4 білий ферзь · e4 чорний слон · f4 чорний кінь · b2 чорна тура · d2 білий пішак · e2 чорна тура · h2 чорний ферзь · a1 чорний слон · d1 біла тура | a8 білий кінь · c8 білий слон · d8 білий кінь · d7 білий пішак · a6 білий король · b6 чорний пішак · d6 чорний король · f6 білий пішак · h6 чорний кінь · a5 білий слон · e5 чорний пішак · g5 біла тура · c4 білий ферзь · e4 чорний слон · f4 чорний кінь · b2 чорна тура · d2 білий пішак · e2 чорна тура · h2 чорний ферзь · a1 чорний слон · d1 біла тура | 5 |
| 4 | a8 білий кінь · c8 білий слон · d8 білий кінь · d7 білий пішак · a6 білий король · b6 чорний пішак · d6 чорний король · f6 білий пішак · h6 чорний кінь · a5 білий слон · e5 чорний пішак · g5 біла тура · c4 білий ферзь · e4 чорний слон · f4 чорний кінь · b2 чорна тура · d2 білий пішак · e2 чорна тура · h2 чорний ферзь · a1 чорний слон · d1 біла тура | a8 білий кінь · c8 білий слон · d8 білий кінь · d7 білий пішак · a6 білий король · b6 чорний пішак · d6 чорний король · f6 білий пішак · h6 чорний кінь · a5 білий слон · e5 чорний пішак · g5 біла тура · c4 білий ферзь · e4 чорний слон · f4 чорний кінь · b2 чорна тура · d2 білий пішак · e2 чорна тура · h2 чорний ферзь · a1 чорний слон · d1 біла тура | a8 білий кінь · c8 білий слон · d8 білий кінь · d7 білий пішак · a6 білий король · b6 чорний пішак · d6 чорний король · f6 білий пішак · h6 чорний кінь · a5 білий слон · e5 чорний пішак · g5 біла тура · c4 білий ферзь · e4 чорний слон · f4 чорний кінь · b2 чорна тура · d2 білий пішак · e2 чорна тура · h2 чорний ферзь · a1 чорний слон · d1 біла тура | a8 білий кінь · c8 білий слон · d8 білий кінь · d7 білий пішак · a6 білий король · b6 чорний пішак · d6 чорний король · f6 білий пішак · h6 чорний кінь · a5 білий слон · e5 чорний пішак · g5 біла тура · c4 білий ферзь · e4 чорний слон · f4 чорний кінь · b2 чорна тура · d2 білий пішак · e2 чорна тура · h2 чорний ферзь · a1 чорний слон · d1 біла тура | a8 білий кінь · c8 білий слон · d8 білий кінь · d7 білий пішак · a6 білий король · b6 чорний пішак · d6 чорний король · f6 білий пішак · h6 чорний кінь · a5 білий слон · e5 чорний пішак · g5 біла тура · c4 білий ферзь · e4 чорний слон · f4 чорний кінь · b2 чорна тура · d2 білий пішак · e2 чорна тура · h2 чорний ферзь · a1 чорний слон · d1 біла тура | a8 білий кінь · c8 білий слон · d8 білий кінь · d7 білий пішак · a6 білий король · b6 чорний пішак · d6 чорний король · f6 білий пішак · h6 чорний кінь · a5 білий слон · e5 чорний пішак · g5 біла тура · c4 білий ферзь · e4 чорний слон · f4 чорний кінь · b2 чорна тура · d2 білий пішак · e2 чорна тура · h2 чорний ферзь · a1 чорний слон · d1 біла тура | a8 білий кінь · c8 білий слон · d8 білий кінь · d7 білий пішак · a6 білий король · b6 чорний пішак · d6 чорний король · f6 білий пішак · h6 чорний кінь · a5 білий слон · e5 чорний пішак · g5 біла тура · c4 білий ферзь · e4 чорний слон · f4 чорний кінь · b2 чорна тура · d2 білий пішак · e2 чорна тура · h2 чорний ферзь · a1 чорний слон · d1 біла тура | a8 білий кінь · c8 білий слон · d8 білий кінь · d7 білий пішак · a6 білий король · b6 чорний пішак · d6 чорний король · f6 білий пішак · h6 чорний кінь · a5 білий слон · e5 чорний пішак · g5 біла тура · c4 білий ферзь · e4 чорний слон · f4 чорний кінь · b2 чорна тура · d2 білий пішак · e2 чорна тура · h2 чорний ферзь · a1 чорний слон · d1 біла тура | 4 |
| 3 | a8 білий кінь · c8 білий слон · d8 білий кінь · d7 білий пішак · a6 білий король · b6 чорний пішак · d6 чорний король · f6 білий пішак · h6 чорний кінь · a5 білий слон · e5 чорний пішак · g5 біла тура · c4 білий ферзь · e4 чорний слон · f4 чорний кінь · b2 чорна тура · d2 білий пішак · e2 чорна тура · h2 чорний ферзь · a1 чорний слон · d1 біла тура | a8 білий кінь · c8 білий слон · d8 білий кінь · d7 білий пішак · a6 білий король · b6 чорний пішак · d6 чорний король · f6 білий пішак · h6 чорний кінь · a5 білий слон · e5 чорний пішак · g5 біла тура · c4 білий ферзь · e4 чорний слон · f4 чорний кінь · b2 чорна тура · d2 білий пішак · e2 чорна тура · h2 чорний ферзь · a1 чорний слон · d1 біла тура | a8 білий кінь · c8 білий слон · d8 білий кінь · d7 білий пішак · a6 білий король · b6 чорний пішак · d6 чорний король · f6 білий пішак · h6 чорний кінь · a5 білий слон · e5 чорний пішак · g5 біла тура · c4 білий ферзь · e4 чорний слон · f4 чорний кінь · b2 чорна тура · d2 білий пішак · e2 чорна тура · h2 чорний ферзь · a1 чорний слон · d1 біла тура | a8 білий кінь · c8 білий слон · d8 білий кінь · d7 білий пішак · a6 білий король · b6 чорний пішак · d6 чорний король · f6 білий пішак · h6 чорний кінь · a5 білий слон · e5 чорний пішак · g5 біла тура · c4 білий ферзь · e4 чорний слон · f4 чорний кінь · b2 чорна тура · d2 білий пішак · e2 чорна тура · h2 чорний ферзь · a1 чорний слон · d1 біла тура | a8 білий кінь · c8 білий слон · d8 білий кінь · d7 білий пішак · a6 білий король · b6 чорний пішак · d6 чорний король · f6 білий пішак · h6 чорний кінь · a5 білий слон · e5 чорний пішак · g5 біла тура · c4 білий ферзь · e4 чорний слон · f4 чорний кінь · b2 чорна тура · d2 білий пішак · e2 чорна тура · h2 чорний ферзь · a1 чорний слон · d1 біла тура | a8 білий кінь · c8 білий слон · d8 білий кінь · d7 білий пішак · a6 білий король · b6 чорний пішак · d6 чорний король · f6 білий пішак · h6 чорний кінь · a5 білий слон · e5 чорний пішак · g5 біла тура · c4 білий ферзь · e4 чорний слон · f4 чорний кінь · b2 чорна тура · d2 білий пішак · e2 чорна тура · h2 чорний ферзь · a1 чорний слон · d1 біла тура | a8 білий кінь · c8 білий слон · d8 білий кінь · d7 білий пішак · a6 білий король · b6 чорний пішак · d6 чорний король · f6 білий пішак · h6 чорний кінь · a5 білий слон · e5 чорний пішак · g5 біла тура · c4 білий ферзь · e4 чорний слон · f4 чорний кінь · b2 чорна тура · d2 білий пішак · e2 чорна тура · h2 чорний ферзь · a1 чорний слон · d1 біла тура | a8 білий кінь · c8 білий слон · d8 білий кінь · d7 білий пішак · a6 білий король · b6 чорний пішак · d6 чорний король · f6 білий пішак · h6 чорний кінь · a5 білий слон · e5 чорний пішак · g5 біла тура · c4 білий ферзь · e4 чорний слон · f4 чорний кінь · b2 чорна тура · d2 білий пішак · e2 чорна тура · h2 чорний ферзь · a1 чорний слон · d1 біла тура | 3 |
| 2 | a8 білий кінь · c8 білий слон · d8 білий кінь · d7 білий пішак · a6 білий король · b6 чорний пішак · d6 чорний король · f6 білий пішак · h6 чорний кінь · a5 білий слон · e5 чорний пішак · g5 біла тура · c4 білий ферзь · e4 чорний слон · f4 чорний кінь · b2 чорна тура · d2 білий пішак · e2 чорна тура · h2 чорний ферзь · a1 чорний слон · d1 біла тура | a8 білий кінь · c8 білий слон · d8 білий кінь · d7 білий пішак · a6 білий король · b6 чорний пішак · d6 чорний король · f6 білий пішак · h6 чорний кінь · a5 білий слон · e5 чорний пішак · g5 біла тура · c4 білий ферзь · e4 чорний слон · f4 чорний кінь · b2 чорна тура · d2 білий пішак · e2 чорна тура · h2 чорний ферзь · a1 чорний слон · d1 біла тура | a8 білий кінь · c8 білий слон · d8 білий кінь · d7 білий пішак · a6 білий король · b6 чорний пішак · d6 чорний король · f6 білий пішак · h6 чорний кінь · a5 білий слон · e5 чорний пішак · g5 біла тура · c4 білий ферзь · e4 чорний слон · f4 чорний кінь · b2 чорна тура · d2 білий пішак · e2 чорна тура · h2 чорний ферзь · a1 чорний слон · d1 біла тура | a8 білий кінь · c8 білий слон · d8 білий кінь · d7 білий пішак · a6 білий король · b6 чорний пішак · d6 чорний король · f6 білий пішак · h6 чорний кінь · a5 білий слон · e5 чорний пішак · g5 біла тура · c4 білий ферзь · e4 чорний слон · f4 чорний кінь · b2 чорна тура · d2 білий пішак · e2 чорна тура · h2 чорний ферзь · a1 чорний слон · d1 біла тура | a8 білий кінь · c8 білий слон · d8 білий кінь · d7 білий пішак · a6 білий король · b6 чорний пішак · d6 чорний король · f6 білий пішак · h6 чорний кінь · a5 білий слон · e5 чорний пішак · g5 біла тура · c4 білий ферзь · e4 чорний слон · f4 чорний кінь · b2 чорна тура · d2 білий пішак · e2 чорна тура · h2 чорний ферзь · a1 чорний слон · d1 біла тура | a8 білий кінь · c8 білий слон · d8 білий кінь · d7 білий пішак · a6 білий король · b6 чорний пішак · d6 чорний король · f6 білий пішак · h6 чорний кінь · a5 білий слон · e5 чорний пішак · g5 біла тура · c4 білий ферзь · e4 чорний слон · f4 чорний кінь · b2 чорна тура · d2 білий пішак · e2 чорна тура · h2 чорний ферзь · a1 чорний слон · d1 біла тура | a8 білий кінь · c8 білий слон · d8 білий кінь · d7 білий пішак · a6 білий король · b6 чорний пішак · d6 чорний король · f6 білий пішак · h6 чорний кінь · a5 білий слон · e5 чорний пішак · g5 біла тура · c4 білий ферзь · e4 чорний слон · f4 чорний кінь · b2 чорна тура · d2 білий пішак · e2 чорна тура · h2 чорний ферзь · a1 чорний слон · d1 біла тура | a8 білий кінь · c8 білий слон · d8 білий кінь · d7 білий пішак · a6 білий король · b6 чорний пішак · d6 чорний король · f6 білий пішак · h6 чорний кінь · a5 білий слон · e5 чорний пішак · g5 біла тура · c4 білий ферзь · e4 чорний слон · f4 чорний кінь · b2 чорна тура · d2 білий пішак · e2 чорна тура · h2 чорний ферзь · a1 чорний слон · d1 біла тура | 2 |
| 1 | a8 білий кінь · c8 білий слон · d8 білий кінь · d7 білий пішак · a6 білий король · b6 чорний пішак · d6 чорний король · f6 білий пішак · h6 чорний кінь · a5 білий слон · e5 чорний пішак · g5 біла тура · c4 білий ферзь · e4 чорний слон · f4 чорний кінь · b2 чорна тура · d2 білий пішак · e2 чорна тура · h2 чорний ферзь · a1 чорний слон · d1 біла тура | a8 білий кінь · c8 білий слон · d8 білий кінь · d7 білий пішак · a6 білий король · b6 чорний пішак · d6 чорний король · f6 білий пішак · h6 чорний кінь · a5 білий слон · e5 чорний пішак · g5 біла тура · c4 білий ферзь · e4 чорний слон · f4 чорний кінь · b2 чорна тура · d2 білий пішак · e2 чорна тура · h2 чорний ферзь · a1 чорний слон · d1 біла тура | a8 білий кінь · c8 білий слон · d8 білий кінь · d7 білий пішак · a6 білий король · b6 чорний пішак · d6 чорний король · f6 білий пішак · h6 чорний кінь · a5 білий слон · e5 чорний пішак · g5 біла тура · c4 білий ферзь · e4 чорний слон · f4 чорний кінь · b2 чорна тура · d2 білий пішак · e2 чорна тура · h2 чорний ферзь · a1 чорний слон · d1 біла тура | a8 білий кінь · c8 білий слон · d8 білий кінь · d7 білий пішак · a6 білий король · b6 чорний пішак · d6 чорний король · f6 білий пішак · h6 чорний кінь · a5 білий слон · e5 чорний пішак · g5 біла тура · c4 білий ферзь · e4 чорний слон · f4 чорний кінь · b2 чорна тура · d2 білий пішак · e2 чорна тура · h2 чорний ферзь · a1 чорний слон · d1 біла тура | a8 білий кінь · c8 білий слон · d8 білий кінь · d7 білий пішак · a6 білий король · b6 чорний пішак · d6 чорний король · f6 білий пішак · h6 чорний кінь · a5 білий слон · e5 чорний пішак · g5 біла тура · c4 білий ферзь · e4 чорний слон · f4 чорний кінь · b2 чорна тура · d2 білий пішак · e2 чорна тура · h2 чорний ферзь · a1 чорний слон · d1 біла тура | a8 білий кінь · c8 білий слон · d8 білий кінь · d7 білий пішак · a6 білий король · b6 чорний пішак · d6 чорний король · f6 білий пішак · h6 чорний кінь · a5 білий слон · e5 чорний пішак · g5 біла тура · c4 білий ферзь · e4 чорний слон · f4 чорний кінь · b2 чорна тура · d2 білий пішак · e2 чорна тура · h2 чорний ферзь · a1 чорний слон · d1 біла тура | a8 білий кінь · c8 білий слон · d8 білий кінь · d7 білий пішак · a6 білий король · b6 чорний пішак · d6 чорний король · f6 білий пішак · h6 чорний кінь · a5 білий слон · e5 чорний пішак · g5 біла тура · c4 білий ферзь · e4 чорний слон · f4 чорний кінь · b2 чорна тура · d2 білий пішак · e2 чорна тура · h2 чорний ферзь · a1 чорний слон · d1 біла тура | a8 білий кінь · c8 білий слон · d8 білий кінь · d7 білий пішак · a6 білий король · b6 чорний пішак · d6 чорний король · f6 білий пішак · h6 чорний кінь · a5 білий слон · e5 чорний пішак · g5 біла тура · c4 білий ферзь · e4 чорний слон · f4 чорний кінь · b2 чорна тура · d2 білий пішак · e2 чорна тура · h2 чорний ферзь · a1 чорний слон · d1 біла тура | 1 |
|   | a | b | c | d | e | f | g | h |   |

1. d4! ~ 2. de#
1. ... Tbd2 2. Lb4#
1. ... Ld5   2. Dc7#
1. ... Ld3   2. Sb7#
1. ... Sd5   2. Dc6#
1. ... Sd3   2. De6#